# Tête chaude (film, 1940)
Pour les articles homonymes, voir Tête chaude.
Pour plus de détails, voir Fiche technique et Distribution.
Tête chaude (East of the River) est un film américain réalisé par Alfred E. Green et sorti en 1940.

## Synopsis
Un jeune gangster et son frère, qui lui est honnête, tombent tous les deux amoureux de la même femme.

## Fiche technique
- Titre français : Tête chaude ou Amour de mère ou Amour maternel[1]
- Titre original : East of the River
- Réalisation : Alfred E. Green
- Scénario : Fred Niblo Jr.
- Production : Warner Bros.
- Photographie : Sidney Hickox
- Montage : Thomas Pratt
- Musique : Adolph Deutsch
- Pays de production :  États-Unis
- Langue originale : anglais américain
- Format : noir et blanc — 35 mm — 1,37:1 — son Mono (RCA Sound System)
- Genre : Film dramatique
- Durée : 73 minutes
- Date de sortie :
  - États-Unis : 28 octobre 1940
  - France : 27 janvier 1950[1]

## Distribution
- John Garfield : Joseph Enrico 'Joe' Lorenzo
- Brenda Marshall : Laurie Romayne
- Marjorie Rambeau : Mama Teresa Lorenzo
- George Tobias : Tony Scaduto
- William Lundigan : Nicholas Antonio 'Nick' Lorenzo
- Moroni Olsen : Juge R.D. Davis
- Douglas Fowley : Cy Turner
- Jack La Rue : Frank 'Frisco' Scarfi
- Jack Carr : 'No Neck' Griswold
- Paul Guilfoyle : Balmy
- Russell Hicks : Warden
- Charley Foy : Client
- Ralph Volkie : Smith, l'acolyte de Turner